# Phường 1, Phú Nhuận
Phường 1 là một phường thuộc quận Phú Nhuận, Thành phố Hồ Chí Minh, Việt Nam. Phường 1 có diện tích 0,20 km², dân số năm 2021 là 10.278 người,  mật độ dân số đạt 51.390 người/km². Phường 1 quận Phú Nhuận là nơi có những quán cà phê hoài cổ với món cà phê vợt được những thế hệ cũ ưa chuộng. Ngoài ra đây cũng là phường năng động với những quán ăn Hàn Quốc, Nhật Bản, Hongkong trên đường Phan Đăng Lưu.